# Утанде
Утанде (ісп. Utande) — муніципалітет в Іспанії, у складі автономної спільноти Кастилія-Ла-Манча, у провінції Гвадалахара. Населення — 47 осіб (2010).
Муніципалітет розташований на відстані близько 80 км на північний схід від Мадрида, 31 км на північний схід від Гвадалахари.

## Демографія
Динаміка населення (INE ):